# Lachnophorus
Lachnophorus is een geslacht van kevers uit de familie van de loopkevers (Carabidae). De wetenschappelijke naam van het geslacht is voor het eerst geldig gepubliceerd in 1831 door Dejean.

## Soorten
Het geslacht Lachnophorus omvat de volgende soorten:
- Lachnophorus aeneicollis Bates, 1871
- Lachnophorus angusticollis Putzeys, 1878
- Lachnophorus axillaris Motschulsky, 1864
- Lachnophorus azureus Liebke, 1936
- Lachnophorus bipunctatus Gory, 1833
- Lachnophorus corrosus Bates, 1883
- Lachnophorus cuprellus Bates, 1891
- Lachnophorus cyanescens Putzeys, 1878
- Lachnophorus elegantulus Mannerheim, 1843
- Lachnophorus femoralis Motschulsky, 1864
- Lachnophorus foveatus Bates, 1871
- Lachnophorus gibbosus Liebke, 1936
- Lachnophorus guttulatus Bates, 1883
- Lachnophorus impressus Brulle, 1837
- Lachnophorus integer Liebke, 1936
- Lachnophorus laetus Bates, 1871
- Lachnophorus leucopterus Chevrolat, 1863
- Lachnophorus longulus Bates, 1878
- Lachnophorus macrospilus Bates, 1871
- Lachnophorus maculatus Chaudoir, 1850
- Lachnophorus marginatus Liebke, 1936
- Lachnophorus montoroi Tremoleras, 1931
- Lachnophorus nevermanni Liebke, 1939
- Lachnophorus notatus Chaudoir, 1850
- Lachnophorus ochropus Bates, 1871
- Lachnophorus ornatus Bates, 1871
- Lachnophorus pallidipennis Putzeys, 1846
- Lachnophorus pallipes Reiche, 1843
- Lachnophorus pictipennis Bates, 1871
- Lachnophorus pilosus Dejean, 1831
- Lachnophorus quadrinotatus Bates, 1871
- Lachnophorus quadrinus Bates, 1871
- Lachnophorus rugosus Dejean, 1831
- Lachnophorus sabanillae Liebke, 1936
- Lachnophorus signatipennis Chaudoir, 1850
- Lachnophorus steinbachi Liebke, 1936
- Lachnophorus submaculatus Bates, 1871
- Lachnophorus tessellatus (Motschulsky, 1855)
- Lachnophorus tibialis Bates, 1871